# Кале (Горно Свиларе)
Вижте пояснителната страница за други значения на Кале.
Калето (на македонска литературна норма: Кале) е крепост, съществувала през Античността, разположена над скопското село Горно Свиларе, Северна Македония.

## Местоположение
Крепостта е разположена на 2 km западно от селото и на 1,6 km северно от Рашче, на изхода на Дервент на хълм с височина 220 m.

## История
На заравнена повърхност на хълма с размери 75 × 60 m могат да се видят останки от защитна стена. По повърхността на градището се откриват фрагменти от керамични съдове, питоси и строителен материал. Открита е и еднокорабна раннохристиянска базилика.